# VfB Oldenburg
VfB Oldenburg is een sportvereniging uit Oldenburg, Nedersaksen, Duitsland.
De vereniging had in 2005 vijf afdelingen: cricket, worstelen, tafeltennis, volleybal en voetbal. De verenigingskleuren zijn blauw-wit en de vereniging had 500 leden (stand 2005).

## Geschiedenis
VfB Oldenburg werd op 17 oktober 1897 als FC 1897 Oldenburg opgericht en fuseerde in 1919 met FV Germania 1903 tot het huidige VfB Oldenburg. Een jaar later werd een oude renbaan in Donnerschwee, een wijk in Oldenburg, gekocht en tot voetbalstadion omgebouwd. Het Donnerschweestadion ('De Hel van het Noorden') werd het hart van de vereniging, doch moest in 1990 a.g.v. een schuldprobleem verkocht worden. In 2000 werd het faillissement met succes opgeheven en was de vereniging weer schuldenvrij. In 2004 sloot de 'Oldenburger Cricket Club', die in de hoogste Duitse cricketklasse speelt, zich als Cricketafdeling van VfB aan. In 2005 volgde Frank Lachmann zijn lang zittende voorganger Klaus Berster als voorzitter van de vereniging op.

## Succesverhalen
VfB Oldenburg speelde in het seizoen 1980 / 1981 in de 2e Bundesliga (Noord), doch degradeerde meteen weer als gevolg van de fusie van de twee 2e Bundesliga's (Noord en Zuid). Tussen 1989 en 1993 had de vereniging de meest succesvolle tijd. Onder de trainer Wolfgang Sidka en Manager Rudi Assauer promoveerde VfB Oldenburg bijna naar de 1e Bundesliga in het seizoen 1991 / 1992. Het seizoen 1996 / 1997 was tot nu toe het laatste seizoen van de VfB Oldenburg in de 2e Bundesliga. In 2012 promoveerde de club naar de Regionalliga.

## Stadion
Sinds het seizoen 1991 / 1992 speelt VfB Oldenburg zijn thuiswedstrijden in het Marschweg-Stadion. Er kunnen 15.000 toeschouwers in, er zijn 4500 overdekte zitplaatsen. Voor dit seizoen speelde men regelmatig in het kleinere stadion Donnerschwee en alleen bij wedstrijden met grote opkomst in het Marschweg-Stadion. Na de verkoop van het Donnerschwee stadion, speelde het eerste alleen nog maar in het Marschweg-Stadion.
Het bezoekersaantal was het hoogst in het jaar 1960, namelijk 32000 toeschouwers, tijdens een wedstrijd tegen HSV en in 1974 tegen Borussia Mönchengladbach.
Het adres: Marschweg-Stadion, Marschweg 25, 26122 Oldenburg.

## Eindklasseringen vanaf 1948
| Seizoen | Competitie                    | Niveau | Eindstand | DFB Pokal | Opmerking                                                                                    |
| ------- | ----------------------------- | ------ | --------- | --------- | -------------------------------------------------------------------------------------------- |
| 1947/48 | Landesliga Niedersachsen      | II     | 5         | --        |                                                                                              |
| 1948/49 | Landesliga Niedersachsen      | II     | 1         | --        | 1e in promotieronde met 6 teams                                                              |
| 1949/50 | Oberliga Nord                 | I      | 9         | --        |                                                                                              |
| 1950/51 | Oberliga Nord                 | I      | 16        | --        |                                                                                              |
| 1951/52 | Amateuroberliga Niedersachsen | II     | 1         | --        | 6e in promotieronde met 6 teams                                                              |
| 1952/53 | Amateuroberliga Niedersachsen | II     | 2         | --        | 3e in promotieronde Groep B als vervanger van Eintracht Nordhorn                             |
| 1953/54 | Amateuroberliga Niedersachsen | II     | 2         | --        | 1e in promotieronde Groep A na play-off > Teutonia Uelzen, 3-2 n.v.                          |
| 1954/55 | Oberliga Nord                 | I      | 11        | --        |                                                                                              |
| 1955/56 | Oberliga Nord                 | I      | 15        | --        |                                                                                              |
| 1956/57 | Amateuroberliga Niedersachsen | II     | 1         | --        | 2e in promotieronde Groep B; promotie play-off > VfB Peine, 2-4                              |
| 1957/58 | Amateuroberliga Niedersachsen | II     | 2         | --        | 3e in promotieronde Groep A                                                                  |
| 1958/59 | Amateuroberliga Niedersachsen | II     | 1         | --        | 2e in promotieronde Groep B                                                                  |
| 1959/60 | Amateuroberliga Niedersachsen | II     | 2         | --        | 1e in promotieronde Groep B na play-off > SC Victoria Hamburg, 2-1                           |
| 1960/61 | Oberliga Nord                 | I      | 10        | --        |                                                                                              |
| 1961/62 | Oberliga Nord                 | I      | 10        | --        |                                                                                              |
| 1962/63 | Oberliga Nord                 | I      | 12        | --        | niet geplaatst voor de nieuwe Bundesliga                                                     |
| 1963/64 | Regionalliga Nord             | II     | 7         | --        |                                                                                              |
| 1964/65 | Regionalliga Nord             | II     | 13        | --        |                                                                                              |
| 1965/66 | Regionalliga Nord             | II     | 12        | --        |                                                                                              |
| 1966/67 | Regionalliga Nord             | II     | 9         | --        |                                                                                              |
| 1967/68 | Regionalliga Nord             | II     | 11        | 1e ronde  | < Borussia Dortmund: 2-3                                                                     |
| 1968/69 | Regionalliga Nord             | II     | 13        | --        |                                                                                              |
| 1969/70 | Regionalliga Nord             | II     | 9         | --        |                                                                                              |
| 1970/71 | Regionalliga Nord             | II     | 17        | --        |                                                                                              |
| 1971/72 | Landesliga Niedersachsen      | III    | 1         | --        |                                                                                              |
| 1972/73 | Regionalliga Nord             | II     | 11        | --        |                                                                                              |
| 1973/74 | Regionalliga Nord             | II     | 6         | 1e ronde  | < Borussia Mönchengladbach: 0-6                                                              |
| 1974/75 | Oberliga Nord                 | III    | 1         | 1e ronde  | < 1. FC Köln: 2-6; 3e in promotiegroep B met Westfalia Herne en Spandauer SV                 |
| 1975/76 | Oberliga Nord                 | III    | 3         | 1e ronde  | < FC Schalke 04, 0-6; 4e in Duits amateurkampioenschap > SC Concordia Hamburg: 1-3           |
| 1976/77 | Oberliga Nord                 | III    | 7         | 1e ronde  | < FC Bayern Hof: 2-3 uit                                                                     |
| 1977/78 | Oberliga Nord                 | III    | 8         | 1e ronde  | < VfL Bochum: 0-2; 1e ronde Duits amateurkampioenschap > SV Baesweiler 09: 4-5 / 0-1         |
| 1978/79 | Oberliga Nord                 | III    | 8         | --        |                                                                                              |
| 1979/80 | Oberliga Nord                 | III    | 1         | 1e ronde  | < SC Verl: 1-2; kwartfinale Duits amateurkampioenschap > FC Augsburg: 0-5 / 2-0              |
| 1980/81 | 2. Bundesliga-Nord            | II     | 15        | 8e finale | < Eintracht Frankfurt: 4-5                                                                   |
| 1981/82 | Oberliga Nord                 | III    | 9         | 3e ronde  | < SpVgg Bayreuth: 0-2 n.v. uit                                                               |
| 1982/83 | Oberliga Nord                 | III    | 16        | --        | Liga-topscorer ex aequo: Peter Harth (23)                                                    |
| 1983/84 | Oberliga Nord                 | III    | 15        | --        |                                                                                              |
| 1984/85 | Oberliga Nord                 | III    | 4         | 1e ronde  | < Bayer 05 Uerdingen: 1-6                                                                    |
| 1985/86 | Oberliga Nord                 | III    | 2         | --        | 4e in promotieserie groep Noord                                                              |
| 1986/87 | Oberliga Nord                 | III    | 5         | --        |                                                                                              |
| 1987/88 | Oberliga Nord                 | III    | 3         | 1e ronde  | < VfL Bochum: 0-0 / 1-4; Finale Duits amateurkampioenschap > Eintracht Trier: 0-0 (4-5 n.s.) |
| 1988/89 | Oberliga Nord                 | III    | 7         | --        |                                                                                              |
| 1989/90 | Oberliga Nord                 | III    | 1         | --        | 1e in promotieserie groep Noord                                                              |
| 1990/91 | 2. Bundesliga                 | II     | 12        | --        |                                                                                              |
| 1991/92 | 2. Bundesliga-Nord            | II     | 2         | 2e ronde  | < FC Remscheid: 0-2; 2e in promotiegroep Noord                                               |
| 1992/93 | 2. Bundesliga                 | II     | 22        | 2e ronde  | < Bischofswerdaer FV 08: 2-3                                                                 |
| 1993/94 | Oberliga Nord                 | III    | 6         | 2e ronde  | < Eintracht Braunschweig: 3-4; Liga-topscorer: Boris Ekmeščić (18)                           |
| 1994/95 | Regionalliga Nord             | III    | 5         | --        |                                                                                              |
| 1995/96 | Regionalliga Nord             | III    | 1         | --        | promotie play-off > Tennis Borussia Berlin: 1-1 uit, 2-1 n.v. thuis                          |
| 1996/97 | 2. Bundesliga                 | II     | 18        | 2e ronde  | < Werder Bremen: 1-2                                                                         |
| 1997/98 | Regionalliga Nord             | III    | 5         | 1e ronde  | < Stuttgarter Kickers: 2-4                                                                   |
| 1998/99 | Regionalliga Nord             | III    | 9         | --        |                                                                                              |
| 1999/00 | Regionalliga Nord             | III    | 18        | --        | faillissement ternauwernood afgewend                                                         |
| 2000/01 | Oberliga Niedersachsen/Bremen | IV     | 8         | --        |                                                                                              |
| 2001/02 | Oberliga Niedersachsen/Bremen | IV     | 1         | --        | play-off promotie > Hamburger SV-amateurs 1-0 / 2-5                                          |
| 2002/03 | Oberliga Niedersachsen/Bremen | IV     | 6         | --        |                                                                                              |
| 2003/04 | Oberliga Niedersachsen/Bremen | IV     | 9         | --        | niet geplaatst voor de éénklassige Oberliga                                                  |
| 2004/05 | Niedersachsenliga-West        | V      | 3         | --        |                                                                                              |
| 2005/06 | Niedersachsenliga-West        | V      | 2         | --        |                                                                                              |
| 2006/07 | Niedersachsenliga-West        | V      | 1         | --        |                                                                                              |
| 2007/08 | Oberliga Nord                 | IV     | 7         | --        | 3e in promotieserie voor plaatsing in nieuwe Regionalliga                                    |
| 2008/09 | Oberliga Niedersachsen-West   | V      | 1         | --        | verlies promotie play-off > Goslarer SC 08 (1-0 / 1-2 uitdoelpunten)                         |
| 2009/10 | Oberliga Niedersachsen-West   | V      | 2         | --        |                                                                                              |
| 2010/11 | Oberliga Niedersachsen        | V      | 6         | --        | play-off voor plaatsing DFB-Pokal 2011/12 > TSV Ottersberg: 1-0                              |
| 2011/12 | Oberliga Niedersachsen        | V      | 3         | 1e ronde  | < Hamburger SV: 1-2; Promotie a.g.v. herstructurering Regionalliga's van 3 naar 5 klassen.   |
| 2012/13 | Regionalliga Nord             | IV     | 10        | --        |                                                                                              |
| 2013/14 | Regionalliga Nord             | IV     | 3         | --        |                                                                                              |
| 2014/15 | Regionalliga Nord             | IV     | 10        | --        |                                                                                              |
| 2015/16 | Regionalliga Nord             | IV     | 2         | --        |                                                                                              |
| 2016/17 | Regionalliga Nord             | IV     | 8         | --        |                                                                                              |
| 2017/18 | Regionalliga Nord             | IV     | 13        | --        |                                                                                              |
| 2018/19 | Regionalliga Nord             | IV     | 9         | --        |                                                                                              |
| 2019/20 | Regionalliga Nord             | IV     | 8         | --        | competitie afgebroken i.v.m. coronapandemie                                                  |
| 2020/21 | Regionalliga Nord             | IV     | 4         | --        | Groep Zuid; competitie afgebroken i.v.m. coronapandemie                                      |
| 2021/22 | Regionalliga Nord             | IV     | 1         | --        | 1e Groep Zuid; Winnaar promotieplay-offs > BFC Dynamo: 2-0 uit/1-2 thuis                     |
| 2022/23 | 3. Liga                       | III    | 18        | --        |                                                                                              |
| 2023/24 | Regionalliga Nord             | IV     | 5         | --        |                                                                                              |
| 2024/25 | Regionalliga Nord             | IV     | 11        | --        |                                                                                              |
| 2025/26 | Regionalliga Nord             | IV     | .         | --        |                                                                                              |

## Bekende (oud-)spelers
- Michiel Adams
- Hans-Jörg Butt
- Wiesław Cisek
- Radek Drulák
- Kamen Hadzhiev

- Arie van Lent
- Sanjin Pintul
- Wolfgang Steinbach
- Stanley Tailor

- Jan Urban
- Mirko Votava
- Freddy Quispel

## Trainer-coaches
| Van        | Tot        | Naam                | D | W | G | V |
| ---------- | ---------- | ------------------- | - | - | - | - |
| 30.10.2014 | 30.06.2016 | Predrag Uzelac      |   |   |   |   |
| 01.07.2014 | 29.10.2014 | Kristian Arambasic  |   |   |   |   |
| 22.04.2013 | 30.06.2014 | Alexander Nouri     |   |   |   |   |
| 01.11.2011 | 21.04.2013 | Andreas Boll        |   |   |   |   |
| 01.07.2011 | 31.10.2011 | Timo Ehle           |   |   |   |   |
| 18.04.2011 | 30.06.2011 | Andreas Boll        |   |   |   |   |
| 01.07.2010 | 18.04.2011 | Torsten Fröhling    |   |   |   |   |
| 01.07.2005 | 30.06.2008 | Joe Zinnbauer       |   |   |   |   |
| 11.02.2004 | 30.06.2004 | Willi Belke         |   |   |   |   |
| 01.07.2002 | 12.02.2004 | Alfons Weusthof     |   |   |   |   |
| 01.07.1999 | 30.06.2002 | Wolfgang Steinbach  |   |   |   |   |
| 01.09.1998 | 30.11.1999 | Willi Belke         |   |   |   |   |
| 01.07.1997 | 30.06.1998 | Mirko Votava        |   |   |   |   |
| 01.07.1995 | 30.06.1997 | Hubert Hüring       |   |   |   |   |
| 15.02.1993 | 16.04.1994 | Werner Fuchs        |   |   |   |   |
| 01.10.1989 | 21.02.1993 | Wolfgang Sidka      |   |   |   |   |
| 01.07.1984 | 30.06.1988 | Hans-Dieter Schmidt |   |   |   |   |
| 12.12.1980 | 30.06.1982 | Gerd Bohnsack       |   |   |   |   |
| 13.11.1980 | 11.12.1980 | Edgar Schöneich     |   |   |   |   |
| 01.07.1979 | 12.11.1980 | Helmut Mrosla       |   |   |   |   |
| 01.07.1976 | 30.06.1978 | Enno Bäumer         |   |   |   |   |
| 01.07.1972 | 30.06.1976 | Helmut Mrosla       |   |   |   |   |
| 01.07.1967 | 30.06.1970 | Emil Izsó           |   |   |   |   |
| 01.07.1958 | 30.06.1960 | Emil Izsó           |   |   |   |   |
| 01.07.1948 | 30.06.1949 | Seppl Blaschke      |   |   |   |   |